# Salma Hayek
Salma Valgarma Hayek Pinault (née: Valgarma Hayek-Jimenez; Coatzacoalcos, 2 de setembro de 1966) é uma atriz, produtora e modelo mexicana naturalizada norte-americana, indicada ao Óscar pelo filme Frida. Ganhou reconhecimento internacional pela participação em Um Drink no Inferno, filme de Robert Rodriguez que a consagrou como um dos símbolos sexuais da década de 1990.
Ela começou sua carreira no México com papéis principais na telenovela Teresa (1989–1991), bem como no drama romântico Midaq Alley (1995). Ela logo se estabeleceu em Hollywood com aparições em filmes como Desperado (1995), From Dusk till Dawn (1996), Wild Wild West (1999) e Dogma (1999).
A interpretação de Hayek da pintora Frida Kahlo no filme biográfico Frida (2002), que ela também produziu, fez dela a primeira atriz mexicana a ser indicada ao Óscar de Melhor Atriz. Nos anos subsequentes, Hayek se concentrou mais na produção enquanto estrelava os filmes de ação Once Upon a Time in Mexico (2003), After the Sunset (2004) e Bandidas (2006). Ela alcançou mais sucesso comercial com as comédias Grown Ups (2010), Grown Ups 2 (2013) e The Hitman's Bodyguard (2017), e emprestou sua voz para as animações Puss in Boots (2011), Sausage Party (2016) e Puss in Boots: The Last Wish (2022). A atriz também recebeu elogios da crítica por suas atuações nos dramas Tale of Tales (2015), Beatriz at Dinner (2017) e House of Gucci (2021). Ela interpretou Ajak no filme Eternos (2021), do Universo Cinematográfico Marvel, que se tornou seu filme live action de maior bilheteria.
O trabalho de direção, produção e atuação de Hayek na televisão lhe rendeu quatro indicações ao Emmy Awards. Ela ganhou o Emmy Award de Melhor Direção em Especial Infantil por The Maldonado Miracle (2004) e recebeu duas indicações ao Emmy Awards, uma de Melhor Atriz Convidada em Série de Comédia e a outra de Melhor Série de Comédia, por seu trabalho na comédia dramática da ABC Ugly Betty (2006–2010). Ela também produziu e interpretou Minerva Mirabal no filme da Showtime No Tempo das Borboletas (2001), e estrelou como convidada na série de comédia 30 Rock (2009–2013), da NBC.
Como figura pública, Hayek foi citada como uma das atrizes latinas mais poderosas e influentes de Hollywood, bem como uma das mulheres mais bonitas e um símbolo sexual mundial por vários meios de comunicação. A revista Time a nomeou uma das 100 pessoas mais influentes do mundo em 2023. Em 2021, ela foi homenageada com uma estrela na Calçada da Fama de Hollywood. Ela é casada com o magnata dos negócios François-Henri Pinault, com quem tem uma filha.

## Biografia
Salma Valgarma Hayek-Jimenez nasceu em 2 de setembro de 1966, em Coatzacoalcos, Veracruz, México. Seu pai, Sami Hayek Domínguez tem ascendência libanesa, de uma família vinda da cidade de Baabdat, cidade que Salma e seu pai visitaram em 2015 para promover a animação O Profeta, baseada no livro de Khalil Gibran. Ele é dono de uma empresa de equipamentos industriais e é executivo de uma companhia petrolífera no México, além de já ter concorrido nas eleições para prefeito da cidade de Coatzacoalcos. Sua mãe, Diana Jiménez Medina, é uma cantora de ópera e caçadora de talentos; ela é descendente de espanhóis. Enquanto visitava Madri em uma entrevista em 2015, para "Un Nuevo Día", Hayek se descreveu como 50% libanesa e 50% espanhola, que sua avó materna e seus antepassados eram espanhóis. Seu irmão mais novo, Sami, é designer de interiores.
Hayek foi criada em uma família abastada e católica, e com 12 anos, decidiu estudar na Academia do Sagrado Coração, em Grand Coteau, Louisiana, nos Estados Unidos. Na escola, foi diagnosticada com dislexia. Ela frequentou a Universidade Iberoamericana e cursou relações internacionais, mas acabou abandonando a graduação para investir na carreira de atriz. Em uma entrevista para a revista V em 2011, ela mencionou que já foi imigrante ilegal nos Estados Unidos, ainda que não tenha sido por muito tempo.
Seu primeiro papel foi na obra Aladim e a Lâmpada Maravilhosa, onde foi vista por um produtor e ganhou seu primeiro papel em uma telenovela, Un Nuevo Amanecer, da emissora Televisa. Sua beleza acabou lhe garantindo também o papel principal na telenovela Teresa.

## Carreira

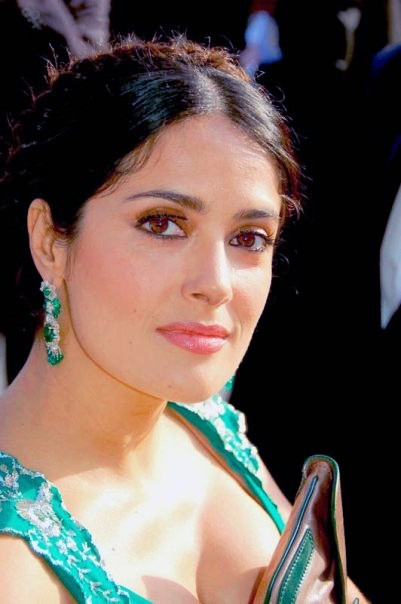
Salma Hayek em 2008, no Festival de Cannes

Apesar do grande êxito em seu país, Salma decidiu voltar a trabalhar nos Estados Unidos. Estudou atuação em Los Angeles, Califórnia, e obteve pequenos papeis em alguns filmes e programas da televisão à cabo. Seu primeiro grande papel foi no filme A Balada do Pistoleiro, com Antonio Banderas. O diretor Robert Rodríguez, animado com a atuação de Salma, deu-lhe vários papeis em outros filmes, como Four Rooms, Spy Kids, Era uma Vez no México, além de Um Drink no Inferno, com George Clooney. Em 1998, interpretou a cigana Esmeralda, em "O Corcunda de Notre Dame". Atuou em diversos outros filmes ao lado de nomes como Penélope Cruz, Mike Myers, Will Smith, Matt Damon, Pierce Brosnan, Edward Norton e Matthew Perry.
Em 2003, foi indicada ao Oscar de melhor atriz e ao Globo de Ouro pelo papel da pintora Frida Kahlo, no filme Frida. Em 2004, atuou em Paixão entre Lençóis, ao lado de Zane Heidman, Viggo Mortensen e Michael Douglas.
Em 2007, sabendo que a diretora Julie Taymor estava trabalhando em um novo filme, Salma pediu para fazer parte do projeto, mesmo que sua participação fosse pequena. Assim, Julie a encaixou no papel coadjuvante de uma enfermeira no musical Across the Universe.

### Primeiros papéis no México (1988–1994)
A primeira aparição de Hayek na tela foi na série de televisão Un Nuevo Amanecer (1988), que lhe rendeu o prêmio TVyNovelas de Melhor Atriz Estreante. A Televisa posteriormente selecionou Hayek, que tinha 23 anos na época, para interpretar o papel-título em Teresa (1989–1990), uma telenovela mexicana de sucesso que a tornou uma estrela no México. A série durou dois anos e 125 episódios, e lhe rendeu o prêmio TVyNovelas de 1990 de Melhor Revelação Feminina.
Determinada a seguir carreira no cinema em Hollywood, Hayek mudou-se para Los Angeles em 1991 após a conclusão de Teresa. Com fluência limitada em inglês e dislexia, ela logo se matriculou em aulas de inglês e estudou atuação com Stella Adler. Hayek inicialmente lutou com a falta de ofertas de emprego de atuação após se mudar para os Estados Unidos, lembrando que "não havia indústria ou papéis para mulheres latinas", e uma vez até foi informada de que seu sotaque "faria os espectadores pensarem em empregadas domésticas". Durante este período, ela garantiu participações especiais em séries de televisão como Dream On (1992) e The Sinbad Show (1993), bem como papéis coadjuvantes no drama Mi Vida Loca (1993) e no thriller feito para a Showtime Roadracers (1994), sua primeira colaboração com o diretor Robert Rodriguez.
Em 1994, Hayek foi escalada como Alma, uma jovem pobre que se torna uma trabalhadora do sexo, no drama de Jorge Fons El callejón de los milagros (Miracle Alley), que foi baseado no romance homônimo dos anos 1940 do egípcio Naguib Mahfouz e traduzido do Cairo para a Cidade do México. O filme foi aclamado pela crítica, supostamente ganhou mais prêmios do que qualquer outro filme na história do cinema mexicano e rendeu a Hayek uma indicação ao Prêmio Ariel de Melhor Atriz.

### Avanço em Hollywood (1995–2001)

Hayek em 1998

Em 1995, Robert Rodriguez e sua coprodutora e então esposa, Elizabeth Avellan, escalaram Hayek ao lado de Antonio Banderas no papel principal da autoconfiante e agressiva Carolina em Desperado, seu filme de sucesso. Descrevendo o processo do filme como "extenuante", Hayek teve que fazer testes várias vezes para Rodriguez antes de conseguir o papel, e uma cena de amor no roteiro provou ser particularmente difícil para ela filmar porque ela não queria ficar nua diante das câmeras. Certa vez, ela comentou: "Demorou oito horas [para filmar] em vez de uma hora". Orçado em US$ 7 milhões, Desperado foi um sucesso comercial, arrecadando US$ 25,4 milhões nos Estados Unidos. Um breve papel como uma rainha vampira seguiu no filme de terror cult de Rodriguez From Dusk till Dawn (1996), no qual ela executou uma dança erótica de cobra de mesa. Ela também apareceu no drama de 1996 Follow Me Home e na comédia policial Fled.
Hayek estrelou em seguida na comédia romântica Fools Rush In (1997) como uma fotógrafa em um relacionamento intermitente com um arquiteto de Nova Iorque, interpretado por Matthew Perry. O crítico Roger Ebert deu ao filme 3 de 4 estrelas e o descreveu como "uma doce e divertida recauchutagem de uma fórmula antiga", elevada por boas performances (particularmente de Hayek) e um perspicaz "nível de observação e comédia humana". Fools Rush In foi um sucesso comercial moderado e rendeu a Hayek uma indicação ao prêmio ALMA de Melhor Atriz em um Longa-Metragem. Em outra comédia romântica, Breaking Up (também de 1997), ela e Russell Crowe interpretaram um casal cujo relacionamento leva a um casamento inesperado. Ken Eisner da Variety escreveu: "Russell Crowe e Salma Hayek fazem protagonistas atraentes, mas não têm o poder de destaque nem a química necessária para evitar que Breaking Up seja deixado no altar da distribuição geral". Na verdade, o filme foi distribuído apenas para mercados selecionados nos Estados Unidos.
Em 1998, Hayek interpretou uma jovem aspirante a cantora na cena noturna de Nova York dos anos 1970 no drama 54 de Mark Christopher, uma garçonete de loja de donuts na comédia dramática de Dan Ireland The Velocity of Gary e uma enfermeira no filme de terror sobrenatural de Rodriguez The Faculty. Em 1999, Hayek foi escalada de forma pouco ortodoxa na sátira religiosa Dogma, de Kevin Smith, como Serendipity, "a [Musa] que ao longo da história inspirou todos os gênios da arte e da música, como Mozart e Michelangelo, e nunca recebeu nenhum crédito". Ela também interpretou a suposta filha de um cientista sequestrado ao lado de Will Smith no filme Wild Wild West. Dogma foi bem recebido pela crítica e pelo público, mas Wild Wild West provou ser um fracasso comercial, apesar de ser um dos filmes mais caros já feitos na época de seu lançamento.
Hayek fundou sua produtora, Ventanarosa, em 1999, por meio da qual produz projetos de cinema e televisão. Seu primeiro longa como produtora foi El coronel no tiene quien le escriba (1999), seleção oficial do México para Melhor Filme Estrangeiro no Óscar. Em 2000, Hayek teve um papel não creditado em Traffic, e interpretou uma aspirante a atriz no filme experimental de Mike Figgis Timecode, uma garçonete no drama espanhol Living It Up, e uma policial e modelo da Playboy na comédia de assalto Chain of Fools. Ela também produziu e estrelou o filme para televisão No Tempo das Borboletas (2001), baseado no livro de Julia Álvarez sobre as irmãs Mirabal. Hayek interpretou uma das irmãs, Minerva, e Edward James Olmos interpretou o ditador dominicano Rafael Leónidas Trujillo, a quem as irmãs se opuseram.

### Reconhecimento mundial (2002–2009)
No filme biográfico Frida (2002), de Julie Taymor, Hayek atuou como produtora e estrelou como a pintora surrealista Frida Kahlo. Ela se interessou pelo papel vários anos antes de começar a produção do filme, tendo "sido fascinada pelo trabalho de Kahlo desde os 13 ou 14 anos", embora não tenha se tornado fã imediatamente: "Naquela idade, eu não gostava do trabalho dela [...] Eu achava feio e grotesco. Mas algo me intrigava, e quanto mais eu aprendia, mais eu começava a apreciar seu trabalho. Havia muita paixão e profundidade. Algumas pessoas veem apenas dor, mas eu também vejo ironia e humor. Acho que o que me atrai nela é o que [o marido] Diego viu nela. Ela era uma lutadora. Muitas coisas poderiam ter diminuído seu espírito, como o acidente ou as infidelidades de Diego. Mas ela não foi esmagada por nada". Ela estava tão determinada a desempenhar o papel que procurou Dolores Olmedo Patino, amante de longa data de Diego Rivera e, após sua morte, administradora dos direitos da arte de Frida e Rivera, que Rivera havia "deixado [...] para o povo mexicano", legando a confiança a Olmedo. Hayek garantiu pessoalmente o acesso às pinturas de Kahlo de Kahlo e começou a reunir um elenco de apoio, abordando Alfred Molina para o papel de Rivera em 1998. Após seu lançamento, Frida foi uma queridinha da crítica e um sucesso de cinema de arte. Em sua crítica ao filme, David Denby do The New Yorker concluiu: "Inteligente, obstinada e perversa, esta Frida não é serva de ninguém, e o pequeno Hayek a interpreta de cabeça erguida". Sua interpretação de Kahlo fez dela a primeira atriz mexicana a ser indicada ao Oscar de melhor atriz e lhe rendeu indicações ao Globo de Ouro, Screen Actors Guild Award e British Academy Film Award de Melhor Atriz.
Em 2003, Hayek produziu e dirigiu The Maldonado Miracle, um filme da Showtime baseado no livro de mesmo nome, pelo qual ganhou o Emmy Award de Melhor Direção em Especial Infantil, se reuniu com Robert Rodriguez para Spy Kids 3-D: Game Over e Once Upon a Time in Mexico, e fez uma aparição no documentário V-Day: Until the Violence Stops. Once Upon a Time in Mexico, que arrecadou US$ 98,2 milhões em todo o mundo, foi o último filme da Trilogia Mariachi e contou com Hayek reprisando seu papel de Desperado.

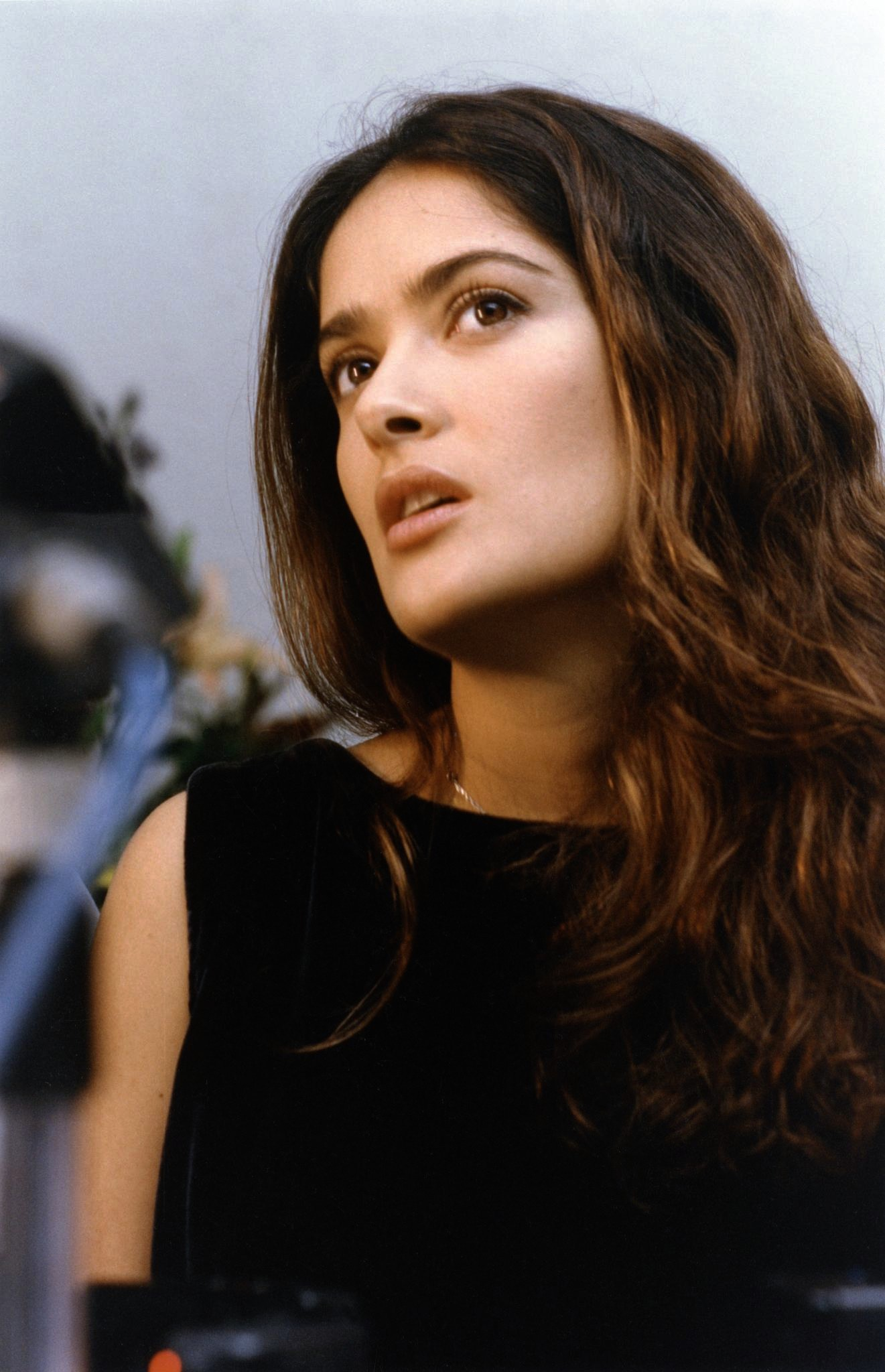
Hayek no Festival Internacional de Cinema de Guadalajara de 2004

Na comédia de ação After the Sunset (2004), de Brett Ratner, Hayek estrelou como a namorada de um ladrão mestre, com Pierce Brosnan. Um fracasso de bilheteria, o filme recebeu críticas amplamente negativas dos críticos. Em 2005, ela atuou como membro do júri do 58º Festival de Cinema de Cannes, co-organizou o Concerto Anual do Prêmio Nobel da Paz com Julianne Moore em Oslo, Noruega, e dirigiu um videoclipe para Prince, intitulado Te Amo, Corazon (Eu Te Amo, Querida) que contou com Mía Maestro.
Hayek apareceu ao lado de sua boa amiga Penélope Cruz na comédia de faroeste de 2006 Bandidas, retratando duas mulheres que se tornam uma dupla de assaltantes de banco em um esforço para combater um implacável executor que aterroriza sua cidade. Bandidas foi seguido por Ask the Dust, um romance de época ambientado em Los Angeles baseado em um romance de John Fante e coestrelado por Colin Farrell. Peter Bradshaw, do The Guardian, encontrou "algo um pouco forçado em ambas as performances principais",e com um lançamento limitado nos cinemas, o filme não foi um sucesso financeiro. Seu último filme de 2006 foi Lonely Hearts, um drama policial neo-noir que narra os notórios "assassinos de corações solitários" da década de 1940, Raymond Fernandez e Martha Beck, no qual Hayek interpretou Beck, com Jared Leto assumindo o papel de Fernandez. O filme recebeu críticas mistas dos críticos, mas o elenco recebeu elogios. Peter Travers, da Rolling Stone, declarou: "Quando Hayek e Leto estão na tela, você não desvia o olhar."
Hayek atuou como produtora executiva da série de televisão americana Ugly Betty (2006–2010), após adaptar a história para a televisão americana com Ben Silverman, que adquiriu os direitos e roteiros da telenovela colombiana Yo soy Betty, la fea em 2001. Originalmente planejado como uma sitcom de meia hora para a NBC em 2004, o projeto seria posteriormente adquirido pela ABC para a temporada de 2006–2007 com Silvio Horta também produzindo. Ela estrelou a série como Sofia Reyes, uma editora de revista. Ugly Betty foi um sucesso de crítica e público, ganhou um Globo de Ouro de Melhor Série de Comédia em 2007 e rendeu a Hayek indicações para Melhor Atriz Convidada em Série de Comédia e Melhor Série de Comédia no Emmy Awards. Após finalizar as negociações com a MGM para se tornar CEO de sua própria produtora de filmes com temática latina, Ventanarosa, em 2007, Hayek assinou um contrato de dois anos com a ABC para que Ventanarosa desenvolvesse projetos para a rede.
Em 2007, Hayek fez uma aparição especial, como uma enfermeira cantando um cover da música dos Beatles "Happiness Is A Warm Gun", no drama romântico musical de jukebox de Julie Taymor, Across the Universe.

### Sucesso comercial contínuo (2010–2017)
Em 2010, Hayek interpretou uma estilista e esposa de um agente de talentos de Hollywood (Adam Sandler) na comédia Grown Ups que, apesar de uma recepção crítica negativa, arrecadou US$ 271,4 milhões globalmente. Em 2011 ela deu voz a Kitty Softpaws, uma gata bicolor experiente nas ruas, ao lado de Antonio Banderas em O Gato de Botas. Spin-off da franquia Shrek, O Gato de Botas recebeu críticas positivas dos críticos, arrecadou US$ 554,9 milhões nas bilheterias, e foi indicado ao prêmio de Melhor Filme de Animação no 84º Oscar. Em 2011, ela também obteve papéis hispânicos em duas produções internacionais — uma dançarina no drama francês Americano e a esposa de um ex-executivo de publicidade no espanhol As Luck Would Have It — que lhe renderam indicações ao Prêmio do Festival Internacional de Cinema de San Sebastián de Melhor Atriz e ao Prêmio Goya de Melhor Atriz, respectivamente. Ela reprisou seu papel em Grown Ups 2 (2013), que, como o primeiro filme, foi um sucesso comercial, apesar de uma resposta crítica negativa.
Hayek atuou como produtora e deu sua voz para a personagem Kamila, uma mãe viúva, em The Prophet (2014), adaptado do livro de 1923 de Kahlil Gibran. Em 2014, ela fez uma breve aparição na sequência de comédia de James Bobin, Muppets Most Wanted, estrelou como uma mulher forçada à escravidão sexual no drama de ação de Joe Lynch, Everly, e se reuniu com Pierce Brosnam para interpretar seu interesse amoroso na comédia romântica de Tom Vaughan, Some Kind of Beautiful. Everly e Some Kind of Beautiful foram distribuídos para mercados online e mal recebidos; enquanto os críticos notaram que o primeiro "se beneficia da direção elegante de Joe Lynch e do trabalho principal de Salma Hayek, mas é muito mal escrito e sorrateiramente violento para ser totalmente recomendado", o Rotten Tomatoes deu ao último uma classificação de 6% com base em 34 avaliações.

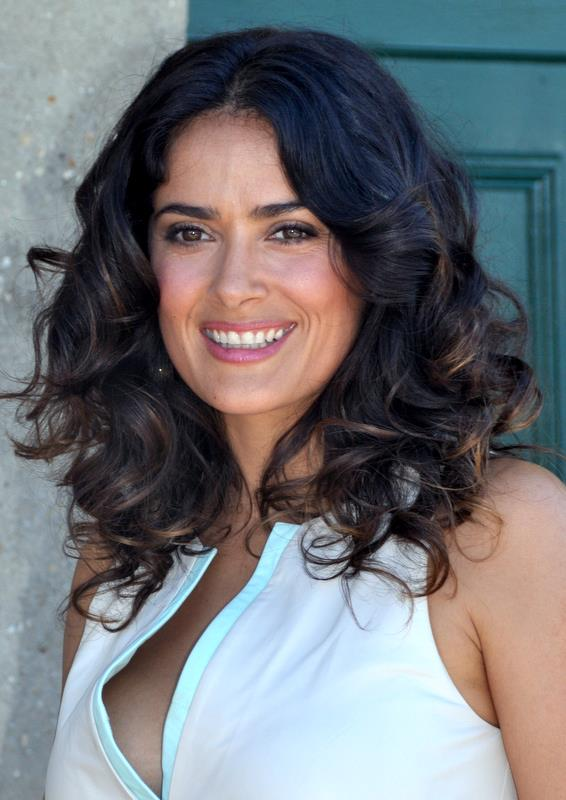
Hayek em 2012

Em Tale of Tales (2015), filme de fantasia europeu dirigido e escrito por Matteo Garrone, Hayek apareceu como a Rainha de Longtrellis do século XVII. Uma adaptação para o cinema baseada em coleções de contos do poeta e cortesão italiano Giambattista Basile, o filme competiu pela Palma de Ouro no 68º Festival de Cannes. Em 2016, Hayek dublou o papel de Teresa del Taco em Sausage Party, um filme de animação adulto que ela descreveu como "a coisa mais safada que já fiz. É um tipo diferente de loucura". O filme de animação com classificação R de maior bilheteria de todos os tempos, Sausage Party arrecadou US$ 140,4 milhões em todo o mundo.
Hayek assumiu o papel de uma praticante de medicina holística que comparece ao jantar de um cliente rico no drama de Miguel Arteta, Beatriz at Dinner (2017), que Owen Gleiberman da Variety chamou de "uma pequena, mas elegantemente hábil festa de contorções que apresenta uma performance luminosa" da atriz. Esse papel rendeu a Hayek uma indicação ao Independent Spirit Film Award de Melhor Atriz Principal. A comédia How to Be a Latin Lover (2017) foi um sucesso inesperado após seu lançamento e apresentou Hayek como a irmã afastada de um homem que fez carreira seduzindo mulheres ricas e mais velhas. Seu último filme em 2017 foi a comédia de ação de Patrick Hughes, The Hitman's Bodyguard, na qual ela estrelou como a esposa de um assassino condenado, ao lado de Ryan Reynolds e Samuel L. Jackson. O filme arrecadou impressionantes US$ 176,6 milhões globalmente.

### Funções recentes (2018–presente)
Hayek foi escalada como Eva Torres, uma executiva de negociação de alta frequência, ao lado de Jesse Eisenberg e Alexander Skarsgård, no drama de tecnologia de Kim Nguyen, The Hummingbird Project (2018), e como Nancy Teagarten, metade de um casal passando por uma série de crises financeiras, com Alec Baldwin, na comédia Drunk Parents (2019), de Fred Wolf. Em 2020, Hayek apareceu como uma magnata dos cosméticos na comédia de Miguel Artette, Like a Boss, com Rose Byrne e Tiffany Haddish, e a esposa alternativa de um homem no drama de Sally Potter, The Roads Not Taken, com Javier Bardem e Elle Fanning. O drama Bliss (2021), estrelado por Hayek como uma mulher sem-teto que faz amizade com um homem recentemente divorciado (Owen Wilson), foi lançado no Amazon Prime Video. Em seguida, ela se reuniu com o diretor Patrick Hughes e novamente com os atores Ryan Reynolds e Samuel L. Jackson em Hitman's Wife's Bodyguard, a sequência do filme de 2017 The Hitman's Bodyguard, que foi lançado em 16 de junho de 2021.

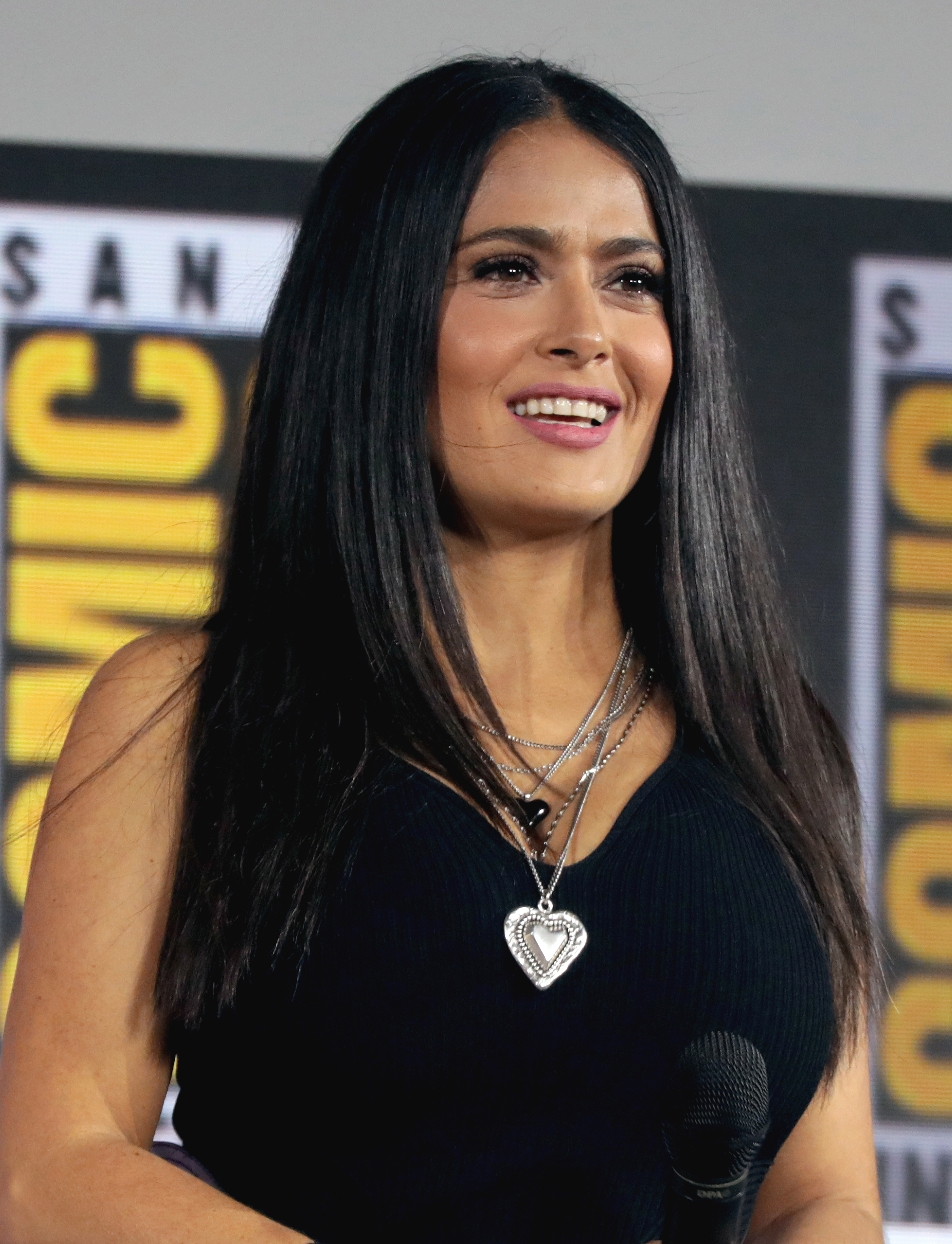
Hayek em 2019 na San Diego Comic-Con

Hayek interpretou Ajak, a líder sábia e espiritual do grupo titular no filme Eternos, do Universo Cinematográfico Marvel, dirigido por Chloé Zhao, que a "selecionou pessoalmente" para o papel. Inicialmente surpresa pelo interesse da Marvel em seu elenco, Hayek descreveu seu envolvimento no filme como "empoderador". O filme, lançado nos Estados Unidos em 5 de novembro de 2021, gerou uma resposta crítica divergente e arrecadou US$ 401 milhões em todo o mundo. Desde então, ela assinou um acordo para estrelar vários projetos do Universo Cinematográfico Marvel. Seu último filme de 2021 foi o drama policial biográfico de Ridley Scott, House of Gucci, no qual interpretou a amiga e confidente de Patrizia Reggiani, Giuseppina “Pina” Auriemma, ao lado de Lady Gaga como Reggiani, Adam Driver e Jared Leto, seu colega de elenco de Lonely Hearts. Hayek então reprisou seu papel como Kitty Softpaws em Puss in Boots: The Last Wish, que recebeu aclamação da crítica, arrecadou US$ 485,3 milhões, e, como seu antecessor, foi indicado ao Oscar de melhor filme de animação.
Em junho de 2022, Hayek foi escalada para o próximo filme de Angelina Jolie, Without Blood, baseado no romance italiano best-seller de Alessandro Baricco. Foi filmado em Roma, Apúlia e Basilicata. Hayek estrelará o filme ao lado de Demián Bichir. Em 2023, ela apareceu como ela mesma no episódio "Joan Is Awful" da antologia Black Mirror da Netflix.

## Imagem pública

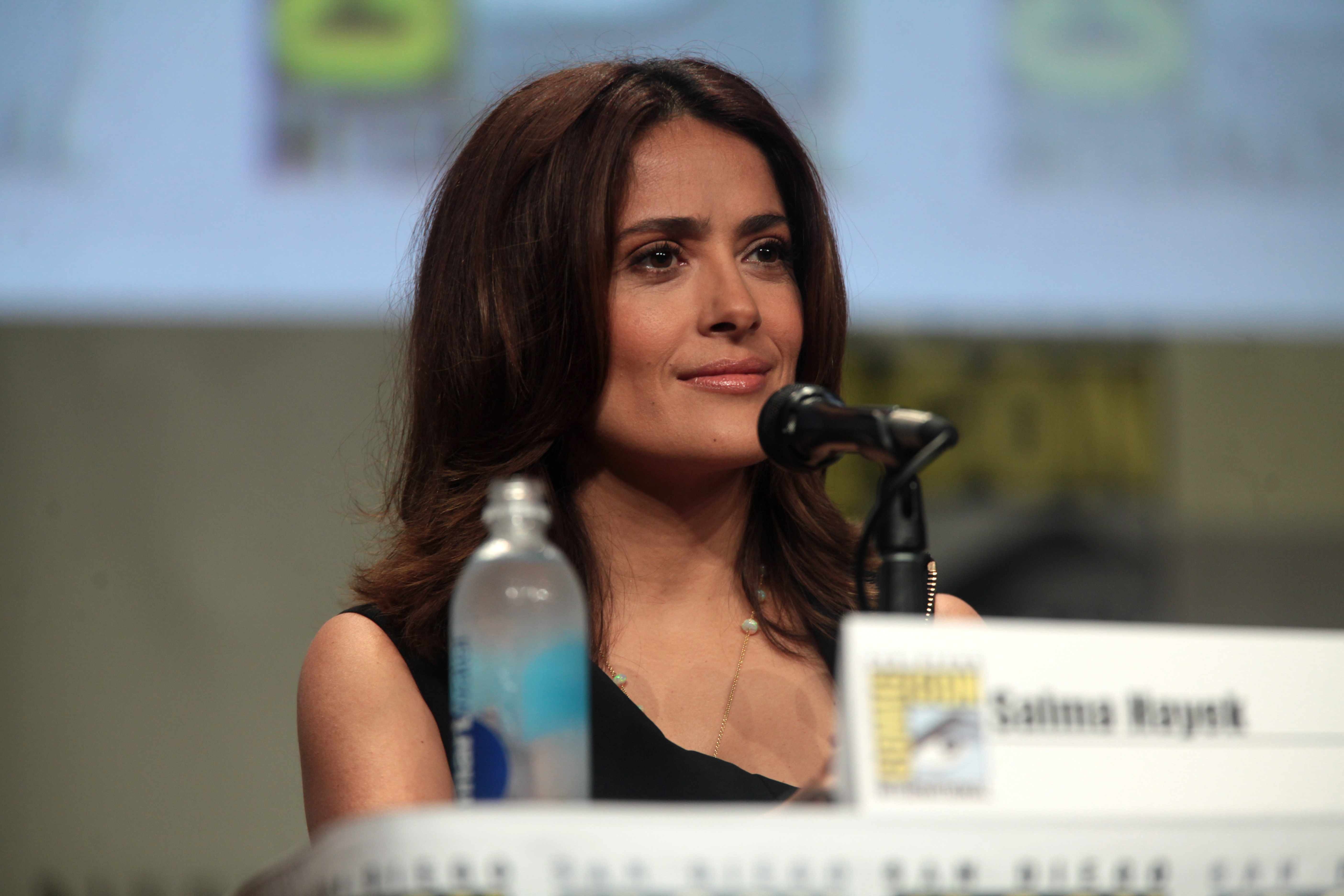
Salma Hayek na San Diego Comic-Con de 2014

No início de sua carreira, Hayek passou a ser considerada um símbolo sexual, e a maioria de seus primeiros filmes, como Desperado, From Dusk Till Dawn e Fled, "a apresentavam predominantemente em papéis picantes de símbolo sexual" e, finalmente, fizeram de Hayek um rosto familiar para o público em geral. Várias publicações da mídia a citaram como uma das atrizes mais bonitas de Hollywood. As pessoas a nomearam uma das 50 pessoas mais bonitas do mundo em 1996, 2003 e 2008, a revista Maxim a classificou em 34º e 90º lugar em sua lista Hot 100 em 2005 e 2007, respectivamente, e a FHM a incluiu em sua lista das 100 mulheres mais sexy do mundo em 2005 e 2006. Uma pesquisa de julho de 2007 da E-Poll Market Research descobriu que Hayek era a "celebridade mais sexy" entre um grupo de 3 mil figuras públicas, com 65 por cento dos entrevistados usando o termo "sexy" para descrevê-la. O vestido Armani que Hayek usou no Oscar de 1997 foi eleito pela E! Entertainment como um dos cinco mais memoráveis da história do Óscar.
De 7 de abril a 18 de junho de 2006, o Blue Star Contemporary Art Center em San Antonio, Texas, sediou uma exposição chamada "Solamente Salma" (espanhol para "Somente Salma"), consistindo em 16 pinturas de retratos do muralista George Yepes e do cineasta Robert Rodriguez de Hayek como a deusa asteca Itzpapalotl. Em julho de 2007, o The Hollywood Reporter classificou Hayek em 4º lugar em seu Latino Power 50, uma lista dos membros latinos mais poderosos de Hollywood. Em 2008, ela recebeu o prêmio Women in Film Lucy Award, em reconhecimento aos seus trabalhos criativos que melhoraram a percepção das mulheres por meio da televisão, e a Entertainment Weekly a classificou em 17º lugar em sua lista das 25 pessoas mais inteligentes da TV. 
Ao longo de sua carreira, Hayek apareceu nas capas de várias revistas internacionais, incluindo InStyle, Elle, Premiere, Glamour e Variety da América do Norte; Maxim, Marie Claire e Total Film da Grã-Bretanha; e Entrevue e Madame Figaro da França. Ela foi uma das quinze mulheres selecionadas para aparecer na capa da edição de setembro de 2019 da Vogue britânica, pela editora convidada Meghan, Duquesa de Sussex.

## Vida pessoal
Hayek naturalizou-se cidadã norte-americana. Ela namorou de 1999 a 2003 o ator Edward Norton; em 2003, namorou Josh Lucas. Tem uma amizade com a atriz Penélope Cruz, com quem atuou no filme Bandidas.
Em 9 de março de 2007, ela confirmou que ela e o noivo, o empresário francês François-Henri Pinault, estavam esperando a primeira filha. Em 21 de setembro de 2007, ela deu à luz à Valentina Paloma Pinault, em Los Angeles. Em 18 de julho de 2008, ela e François-Henri Pinault anunciaram o fim do noivado, mas pouco tempo depois reataram o relacionamento. Em 14 de abril de 2009, casaram-se em Veneza.

## Prêmios e indicações
Principais prêmios
Oscar
| Ano  | Categoria    | Indicação | Resultado |
| ---- | ------------ | --------- | --------- |
| 2003 | Melhor Atriz | Frida     | Indicada  |

Primetime Emmy Awards
| Ano  | Categoria                                  | Indicação  | Resultado |
| ---- | ------------------------------------------ | ---------- | --------- |
| 2007 | Melhor Atriz Convidada em Série de Comédia | Ugly Betty | Indicada  |
| 2007 | Melhor Série de Comédia                    | Ugly Betty | Indicada  |

Globo de Ouro 
| Ano  | Categoria                       | Indicação | Resultado |
| ---- | ------------------------------- | --------- | --------- |
| 2003 | Melhor Atriz em Filme Dramático | Frida     | Indicada  |

Screen Actors Guild Awards
| Ano  | Categoria              | Indicação | Resultado |
| ---- | ---------------------- | --------- | --------- |
| 2003 | Melhor Atriz em Cinema | Frida     | Indicada  |

BAFTA
| Ano  | Categoria              | Indicação | Resultado |
| ---- | ---------------------- | --------- | --------- |
| 2003 | Melhor Atriz Principal | Frida     | Indicada  |

Outros prêmios
AARP Movies for Grownups Awards
| Ano  | Categoria    | Indicação         | Resultado |
| ---- | ------------ | ----------------- | --------- |
| 2018 | Melhor Atriz | Beatriz at Dinner | Indicada  |